# Vitriol
Vitriol är en äldre benämning på några sulfathydrater som bildar glasliknande kristaller. Exempel är zinkvitriol (vit vitriol), järnvitriol (grön vitriol) och kopparvitriol (blå vitriol).
Vitriololja är detsamma som koncentrerad svavelsyra. Ledet olja har uppkommit med anledning av att svavelsyra i hög koncentration får en oljeliknande viskositet.

## Etymologi
Vitriol är en förvanskning av latinets vitreus med betydelsen "av glas", syftande på utseendet av kristaller av ämnet. I vissa delar av Sverige har vitriol även kommit att heta viktriol.
Ordet vitriol har inom alkemi och frimureri även använts som akronym för Visita Interiora Terra Rectificando Invenies Occultum Lapidem (Besök jordens inre och genom rening skall du finna den gömda stenen).

## Framställning
Vid en metod för kopparframställning lakas kopparmalm med svavelsyralösning. Lösningen får sedan rinna över järnskrot varvid kopparn fälls ut i metallisk form ,cementkoppar, medan järnet går i lösning som järnsulfat. Ur denna senare lösningen kan man utvinna järnvitriol.
Om sulfathydraten bildats på geologiskt sätt räknas de som mineral och har då namnen goslarit, melanterit respektive chalkanthit.

## Egenskaper
| Namn          | Färg | Formel     | Kristallsystem | Löslighet                  |
| ------------- | ---- | ---------- | -------------- | -------------------------- |
| zinkvitriol   | vit  | ZnSO4·7H2O | ortorombiska   | 96,5 g i 100 g H2O @ 20 °C |
| järnvitriol   | grön | FeSO4·7H2O | monoklina      | 15,65 g i 100 g H2O        |
| kopparvitriol | blå  | CuSO4·5H2O | triklina       | 31,6 g i 100 g H2O @ 0 °C  |

## Galleri

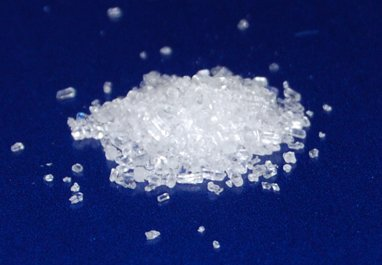
zinkvitriol
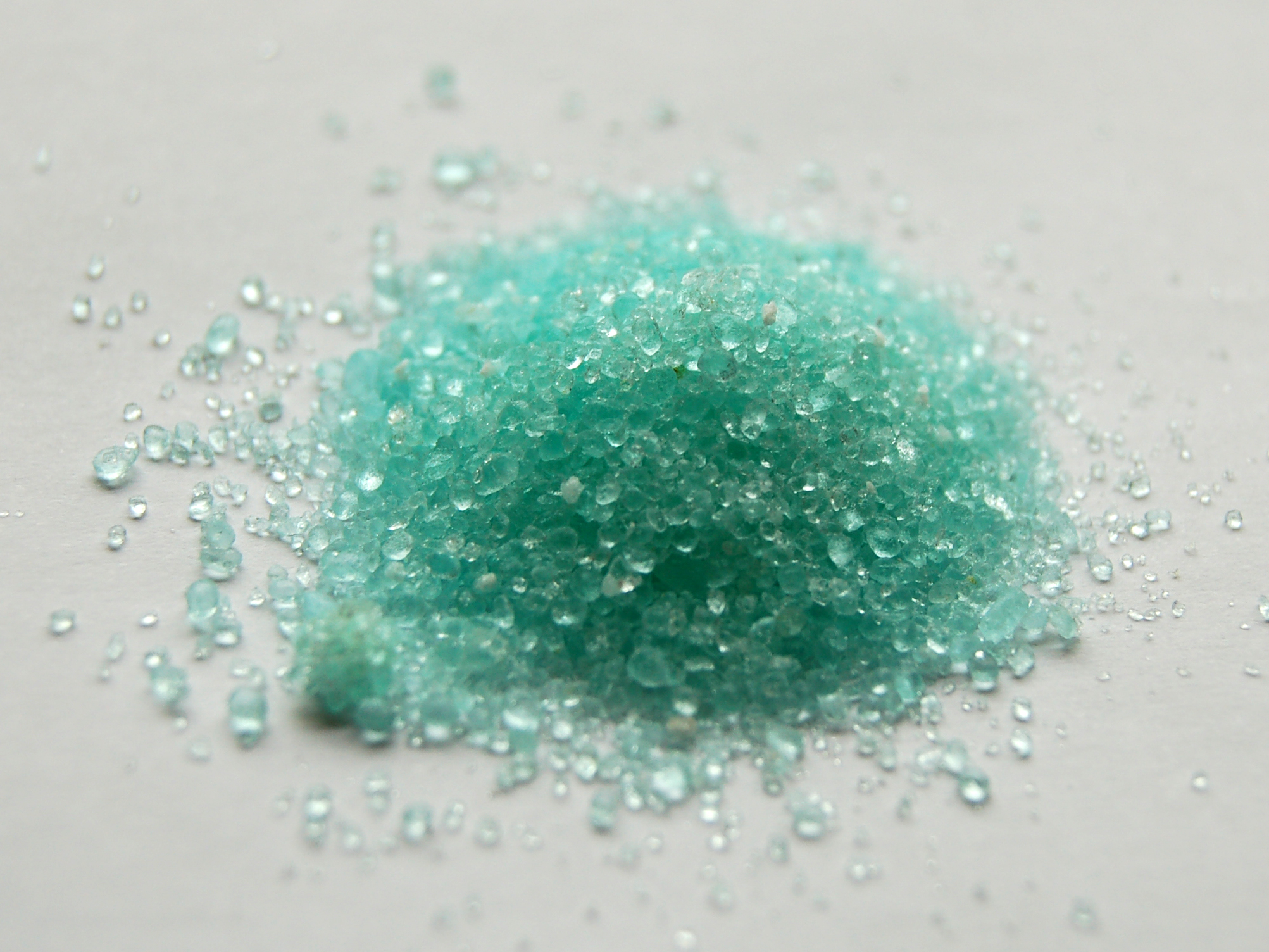
järnvitriol
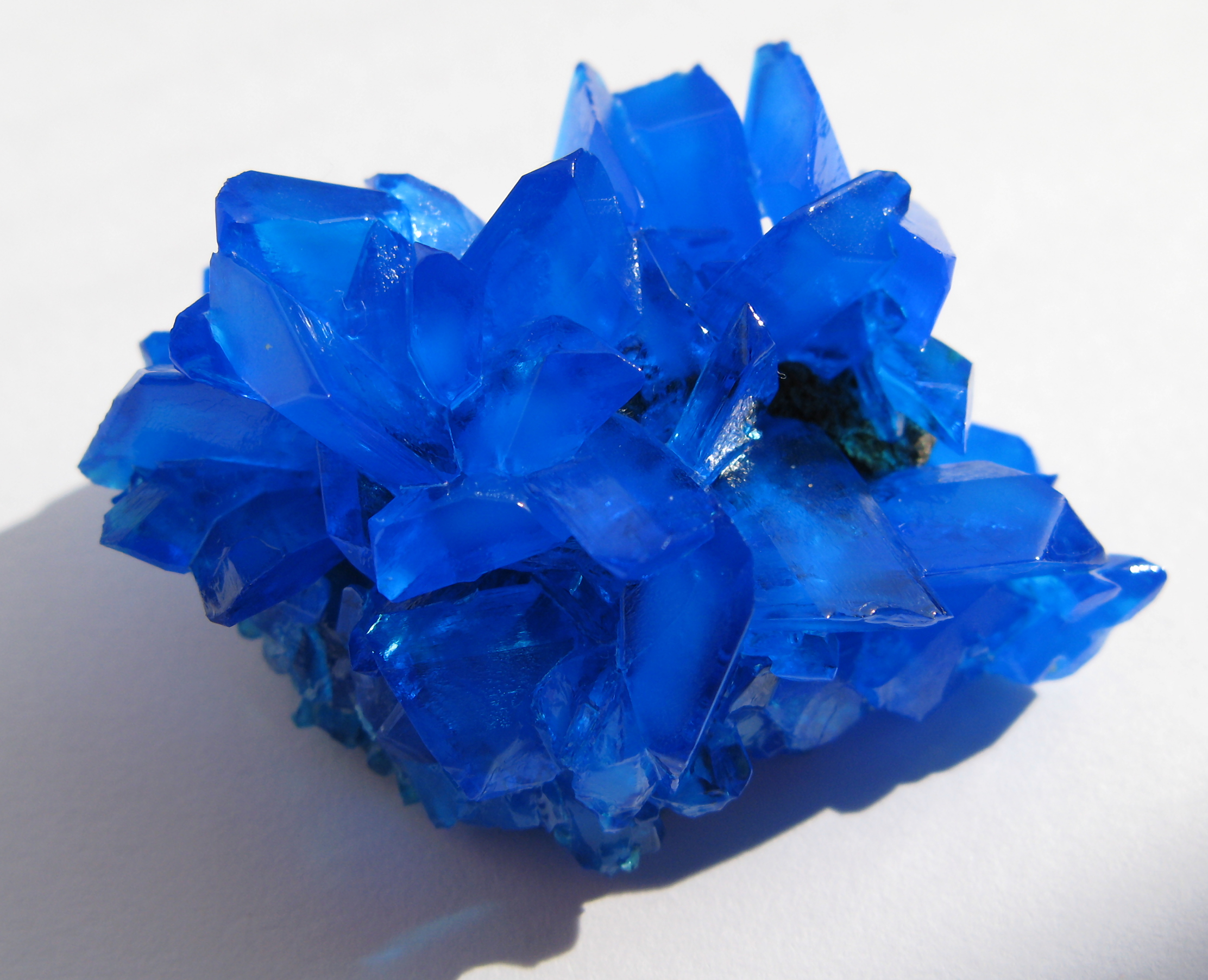
kopparvitriol